# Élise Marc
Élise Marc (Echirolles, 25 de octubre de 1987) es una triatleta paralímpica francesa, campeona de Francia, de Europa y del mundo, en paratriatlón (triatlón adaptado) en su categoría. Participó en los Juegos Olímpicos de Verano de 2020 en Tokio dentro del ciclismo paralímpico en la prueba de contrarreloj.

## Biografía
Élise Marc, fue amputada de manera bilateral al nivel de las tibias tras un accidente en 2004, del cual ella misma ha decidido no dar muchos detalles, comenzó a practicar triatlón durante el 2012, al ser influenciada por amigos de su trabajo, quienes practicaban este deporte, transmitiendo de esta forma el deseo de dedicarse también a él. A lo largo de su carrera competitiva, se une en 2014 al equipo de Francia de paratriatlón  terminando en tercer lugar en su categoría, en los campeonatos mundiales de ese año en Edmonton, Canadá. Con la ayuda de diversos apoyos privados y gracias a su integración en el Ejército de Campeones, pudo dedicarse completamente al deporte. En 2015, se entrenó en el CREPS de Boulouris bajo la dirección de Nicolas Becker y ganó varios títulos internacionales. Al no ser seleccionada en su categoría de discapacidad para las pruebas olímpicas de 2020, se dedicó a la preparación de carreras de larga distancia y participó en 2019 en el Ironman 70.3 Pays d'Aix, siendo su primera prueba de larga distancia.
Dejó momentáneamente el triatlón para dedicarse al remo, pero no encontró el mismo placer en esta práctica. Comenzó a dedicarse más intensamente al ciclismo y se acercó al equipo de Francia de paraciclismo. Al obtener el segundo lugar en los campeonatos mundiales de para ciclismo, gana su boleto para los Juegos Olímpicos de Tokio en este deporte.

## Palmarés
El cuadro presenta los resultados más significativos (podio) obtenidos en el circuito nacional e internacional de paratriatlón desde 2013.
| Año  | Paratriatlón                            | País         | Posición          | Tiempo          |
| 2024 | Campeonato mundial de paratriatlón PTS3 | España       | Medalla de oro    | 1 h 16 min 44 s |
| 2024 | Campeonato europeo de paratriatlón PTS3 | Francia      | Medalla de oro    | 1h 13 min 00s   |
| 2022 | Campeonato mundial de paratriatlón PTS3 | Abu Dabi     | Medalla de oro    | 1 h 20 min 13 s |
| 2019 | Campeonato mundial de paratriatlón PTS3 | Suiza        | Medalla de oro    | 1 h 24 min 43 s |
| 2018 | Campeonato mundial de paratriatlón PTS3 | Australia    | Medalla de plata  | 1 h 20 min 32 s |
| 2018 | Campeonato europeo de paratriatlón PTS3 | Estonia      | Medalla de oro    | 1 h 20 min 36 s |
| 2017 | Campeonato mundial de paratriatlón PTS3 | Países Bajos | Medalla de oro    | 1 h 23 min 25 s |
| 2017 | Campeonato europeo de paratriatlón PTS3 | Austria      | Medalla de bronce | 1 h 26 min 16 s |
| 2016 | Campeonato europeo de paratriatlón PT2  | Portugal     | Medalla de oro    | 1 h 27 min 35 s |
| 2015 | Campeonato europeo de paratriatlón PT2  | Francia      | Medalla de oro    | 1 h 26 min 22 s |
| 2013 | Campeonato europeo de paratriatlón TR3  | Francia      | Medalla de oro    | 1 h 34 min 28 s |